# Trifolium isthmocarpum
Trifolium isthmocarpum är en ärtväxtart som beskrevs av Felix de Silva Avellar Brotero. Trifolium isthmocarpum ingår i släktet klövrar, och familjen ärtväxter.

## Underarter
Arten delas in i följande underarter:
- T. i. isthmocarpum
- T. i. jaminianum